# Patrick Soon-Shiong
Patrick Soon-Shiong (Porto Elizabeth, 29 de julho de 1952) é um médico cirurgião, empresário e biocientista bilionário sul-africano.